# Tinospora teysmannii
Tinospora teysmannii är en tvåhjärtbladig växtart som beskrevs av Jacob Gijsbert Boerlage. Tinospora teysmannii ingår i släktet Tinospora och familjen Menispermaceae. Inga underarter finns listade i Catalogue of Life.